# Fieliks Zassiejew
Fieliks Zassiejew (ros. Феликс Михайлович Зассеев; ur. 17 lutego 1945 w Kirowie) – osetyński ekonomista, urzędnik partyjny i państwowy, polityk, premier Osetii Południowej od maja 1994 do 1995 roku, prezes Banku Centralnego Osetii Południowej od 2012 roku. Czasem mylnie identyfikowany jako Eduard Gassijew.
W 1964 ukończył szkołę w Kwaisi, następnie studiował na Instytucie Finansowo-Ekonomicznym w Barnaule w Kraju Ałtajskim.
Pracował jako ślusarz-mechanik, po 10 latach powrócił do Osetii. Pracował jako szef działu płac w lokalnej fabryce i jako partyjny instruktor. Od 1980 piął się w karierze partyjnej jako kolejno: dyrektor departamentu sowprofu, asystent szefa egzekutywy komitetu w Osetii Południowej, szef lokalnej agencji, szef departamentu finansowego obwodu autonomicznego i w 1990 przewodniczący partyjnej egzekutywy na Osetię Południową.
Od 1994 do 1995 pełnił funkcję premiera Osetii Południowej, przekształconej za jego rządów w republikę. Pracował następnie jako szef izby skarbowej i od 2006 dyrektor banku JSC Savings. 15 kwietnia 2012 roku został powołany na stanowisko szefa Narodowego Banku Osetii Południowej.